# Optimus Prime
Optimus Prime er en fiktiv person og hovedperson i Transformers-universet.
Han er lederen af Autobotterne.